# Rigó Jancsi

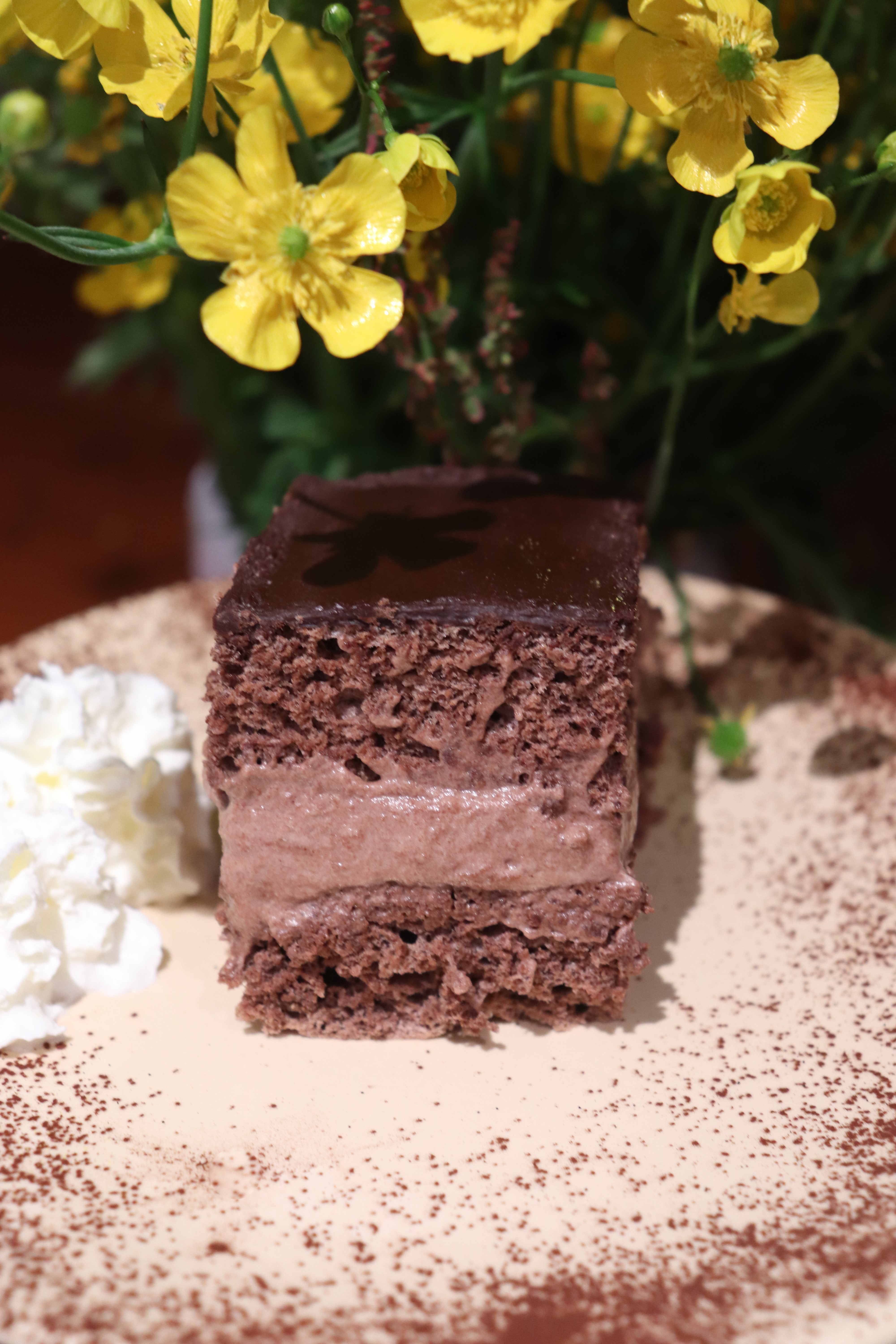
Rigó Jancsi

Rigó Jancsi sind Schokoladencremeschnitten der ungarischen Küche, die nach dem berühmten ungarischen Geiger Jancsi Rigó benannt wurden. Die quadratischen Tortenstücke aus Schokoladenbiskuit sind mit Schokoladenmousse gefüllt und mit Schokoladenglasur überzogen.

## Legenden
Um den legendären Rigó Jancsi ranken sich schillernde Geschichten, doch über die Entstehung der heute klassischen ungarischen Torta, die das "Ergebnis" seiner Affäre mit der amerikanischen Millionärin Clara Ward war, die 1896 in Paris begann, sind nur wenige Legenden bekannt. Der Zigeunervirtuose soll seine Geige mit unwiderstehlicher Wirkung gespielt haben, der Clara Ward nicht widerstehen konnte und sie mit dem Zigeuner durchbrannte. Beide haben sich von ihren jeweiligen Ehepartnern scheiden lassen und schließlich geheiratet. Für die europäische Aristokratie, zu welcher Claras erster Ehemann, Prinz Caraman-Chimay, gehörte, war der Skandal zutiefst schockierend, doch für die ungarische Bevölkerung, waren die beiden fast Volkshelden. Schließlich kreierte jemand – niemand weiß wer oder wann genau – einen üppigen Kuchen mit Schichten aus Schokoladenbiskuit, gefüllt mit Schokoladencreme und glasiert mit Schokolade. In einer Version der Geschichte war es ein Konditor, in einem anderen Fall war es ein Zigeuner, der einen Kuchen wollte, der dunkel, robust und gutaussehend wie Rigó Jancsi selbst, aber süß wie ihre Liebe und zart wie seine Frau sein sollte.